# 256-os busz (Budapest)
A budapesti 256-os jelzésű autóbusz Moszkva tér (Csaba utca) és Hűvösvölgy között közlekedett. A járatot a Budapesti Közlekedési Zrt. üzemeltette.

## Története
2008. szeptember 6-án az 56-os busz jelzését 256-osra változtatták. A 256-os útvonala 2009. augusztus 22-én a Széher útig rövidült, jelzése pedig 129-esre módosult.

## Útvonala
| Hűvösvölgy felé | Moszkva tér (Csaba utca) felé |
| --- | --- |
| Moszkva tér (Csaba utca) M vá. – Csaba utca – Városmajor út – Szilágyi Erzsébet fasor – Hűvösvölgyi út – Hűvösvölgy vá. | Hűvösvölgy vá. – Hűvösvölgyi út – Szilágyi Erzsébet fasor – Városmajor út – Csaba utca – Krisztina körút – Várfok utca – Csaba utca – Moszkva tér (Csaba utca) M vá. |

## Megállóhelyei
| 0  | Moszkva tér (Csaba utca) M végállomás | 18 | 4, 6, 18, 59, 59A, 61 5, 16, 16A, 22, 22E, 39, 90, 90A, 91, 102, 116, 128, 139, 149, 155, 156, 190, 222 |
| 0  | Maros utca                            | ∫  | 128 |
| 1  | Városmajor utca (↓) Csaba utca (↑)    | 16 | 128 |
| 2  | Érsebészeti Klinika                   | 15 | 128 |
| 3  | Szent János Kórház                    | 14 | 59, 60, 61 22, 91, 128, 155, 156, 222                                                                   |
| 5  | Nagyajtai utca                        | 12 | 61 91                                                                                                   |
| 6  | Budagyöngye                           | 10 | 61 22, 22E, 222, 291                                                                                    |
| 7  | Akadémia                              | 9  | 61 |
| 8  | Kelemen László utca                   | 8  | 61 29                                                                                                   |
| 10 | Bölöni György utca                    | 7  | 61 29                                                                                                   |
| 11 | Szerb Antal utca                      | 6  | 29 |
| 12 | Vadaskerti utca(↓) Lipótmezei út (↑)  | 5  | |
| 14 | Nyéki út                              | 3  | |
| 15 | Csibor utca                           | 3  | |
| 18 | Hűvösvölgy végállomás                 | 0  | 61 57, 63, 64, 157, 164, 257                                                                            |